# I'll DO IT 〜愛のパトワ〜
『I'll DO IT 〜愛のパトワ〜』（アイル・ドゥ・イット あいのパトワ）は、日本のレゲエシンガー、NAHKIとジャマイカのレゲエシンガー、ダイアナ・キングとのコラボレートシングル。JALPAK 「I'LL」CMソング。CDコードはSRDL-8309。

## 解説
- 1996年2月15日にSony Recordsよりリリースされた。
- 本来オリジナルアルバムには収録されていなかったが、1996年5月2日にリリースされた、ダイアナ・キングのアルバム『タファー・ザン・ラヴ』(Tougher Than Love)の限定再発盤(SRCS-7992)に、ボーナストラックとして収録された[1]。また、キングのベストアルバムや各種コンピレーションアルバムにも収録されている。

## 収録曲
1. I'll DO IT 〜愛のパトワ〜（3:54）
  - 作詞、作曲：Naoki Yamaguchi、Diana King、Andy Marvel
  - JAL「もっといい旅 I'LLジャルパック」CMソング
2. I'll DO IT 〜愛のパトワ〜（カラオケ・ヴァージョン）（3:54）

## 収録アルバム
- タファー・ザン・ラヴ+1
- ザ・ベスト・オブ・ダイアナ・キング
- TV MAX（コンピレーション）